# Breny-Haus und Breny-Turm

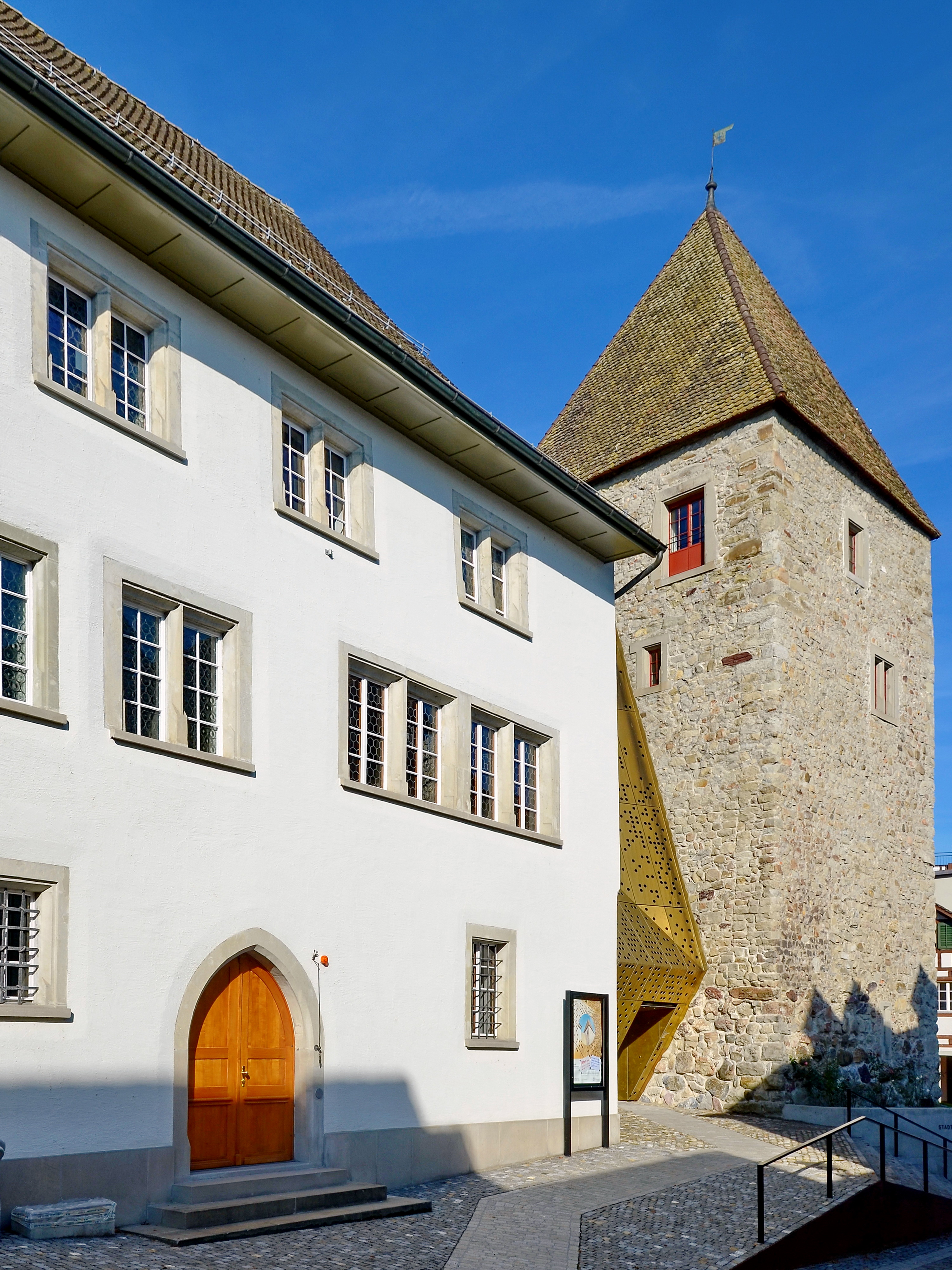
Das Breny-Haus mit dem neuen Trakt des Stadtmuseums, rechts der Breny-Turm

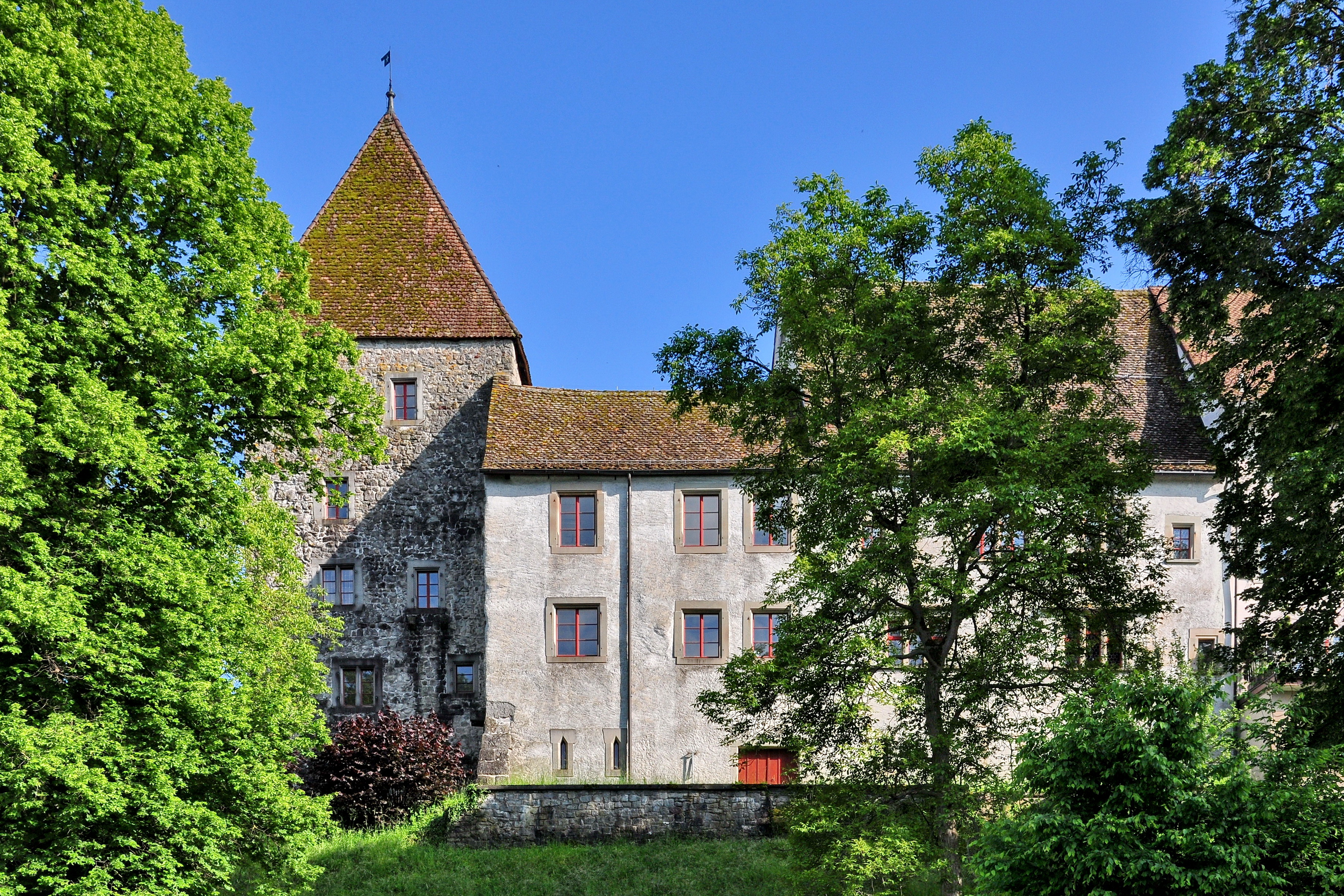
Breny-Turm und Zwischentrakt (vor dem Umbau)

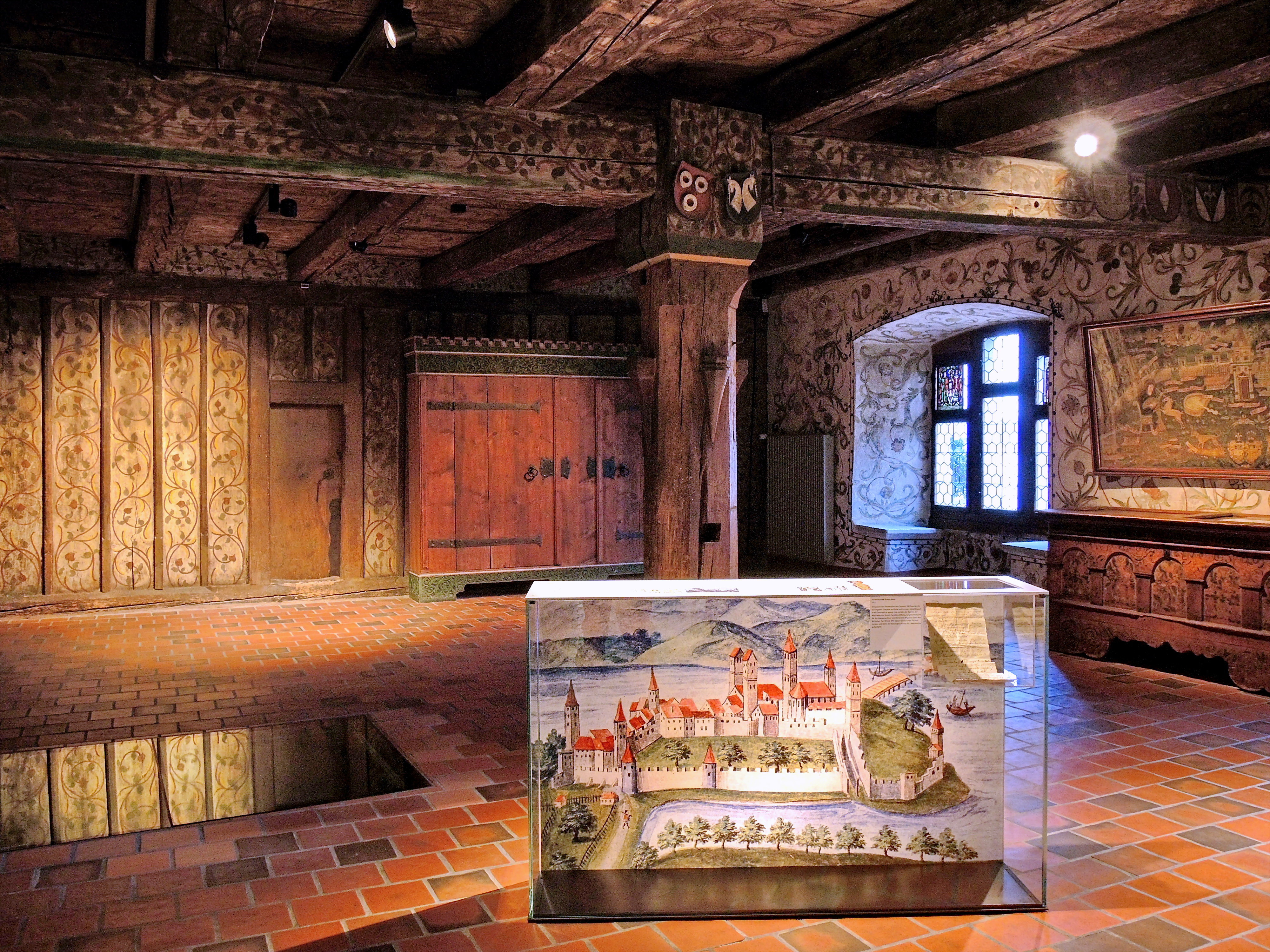
Innenansicht des Breny-Hauses (nach dem Umbau)

Der Gebäudekomplex Breny-Haus und Breny-Turm in der Altstadt von Rapperswil, einem Ortsteil der Gemeinde Rapperswil-Jona im Kanton St. Gallen, beherbergt das Stadtmuseum Rapperswil-Jona. Unter dem Patronat des Verkehrsvereins Rapperswil-Jona wurden 1943 Teile der Liegenschaft Paulina und Heinrika Breny als Heimatmuseum lokaler Geschichte und Kunst eingerichtet. Die Liegenschaft (Obere Halsgasse bis 1960) gelangte 1958 als Vermächtnis der Geschwister Breny in den Besitz der Ortsgemeinde Rapperswil. Seither sind die Namen Breny-Haus und Breny-Turm für die Liegenschaft geläufig.

## Breny-Turm
Der älteste Teil des Gebäudekomplexes ist der sogenannte Breny-Turm, der sich mit der verbindenden Stadtmauer am Herrenberg ins späte 13. Jahrhundert datieren lässt, als die Herren von Russikon (Russinger) einen Wohnturm errichteten und ihn als Dienstleute (Ministeriale) der Grafen von Rapperswil bis ins 15. Jahrhundert bewohnten. Die einstige Burganlage mit dem 28 Meter hohen Wohnturm am sogenannten Herrenberg (Schlosshügel) markierte bis zur Stadterweiterung im 16. Jahrhundert die Nordostecke der früheren Stadtbefestigung. Der Breny-Turm war in die südwärts (seewärts) führende Stadtmauer mit dem Herrenbergtor (Abbruch 1848) integriert.

## Breny-Haus
In der heutigen Form wurde das Breny-Haus um 1492 vom aus dem Tösstal stammenden Ritter Hans von Landenberg anstelle des früheren Sitzes der Russinger als Wohnhaus erbaut, durch einen rund zehn Meter breiten Zwischtrakt der Stadtmauer mit dem Turmbau verbunden. Die Landenberger amteten in Rapperswil bis 1530 als Schultheissen und Räte. Nachfolgende Bewohner waren von 1530 bis. 1660 die Familie Kaspar Göldlin, danach unter anderem die Familie Good aus Mels und ab 175 Pfarrer Michael Augustin Breny von Lütisburg, der Begründer der Familienstiftung Breny.
Die weitgehend erhaltene Wohnausstattung stammt aus der Zeit (16. Jahrhundert) des Eigentümers Hauptmann Thuring Göldli. Die gotische Halle mit Blumengirlanden und Balkendecke ist wie die anderen Räume weitgehend im ursprünglichen Bauzustand erhalten. Die Wohndiele mit spätgotischer, zum Teil übermalter Wandmalerei ist mit den Wappen Landenberg und Hünenberg (1492) versehen. Die Breny-Stube und das Landenberg-Zimmer (Jahrzahl 1503 und Wappen der Hohenlandenberg) sind im Originalzustand.

## Stadtmuseum Rapperswil-Jona
Nutzung und Standort des weiterhin im Gebäudekomplex integrierten Stadtmuseums wurden 2009 überprüft, und die Liegenschaft von Januar 2010 bis Oktober 2012 saniert: Der sanierungsbedürftige Zwischentrakt wurde zugunsten eines architektonisch nicht umstrittenen Neubaus abgebrochen und dieser in das historische Strassenbild zwischen der Stadtpfarrkirche und dem Engelplatz eingepasst.